# Fritz Hartmann (Mediziner, 1871)

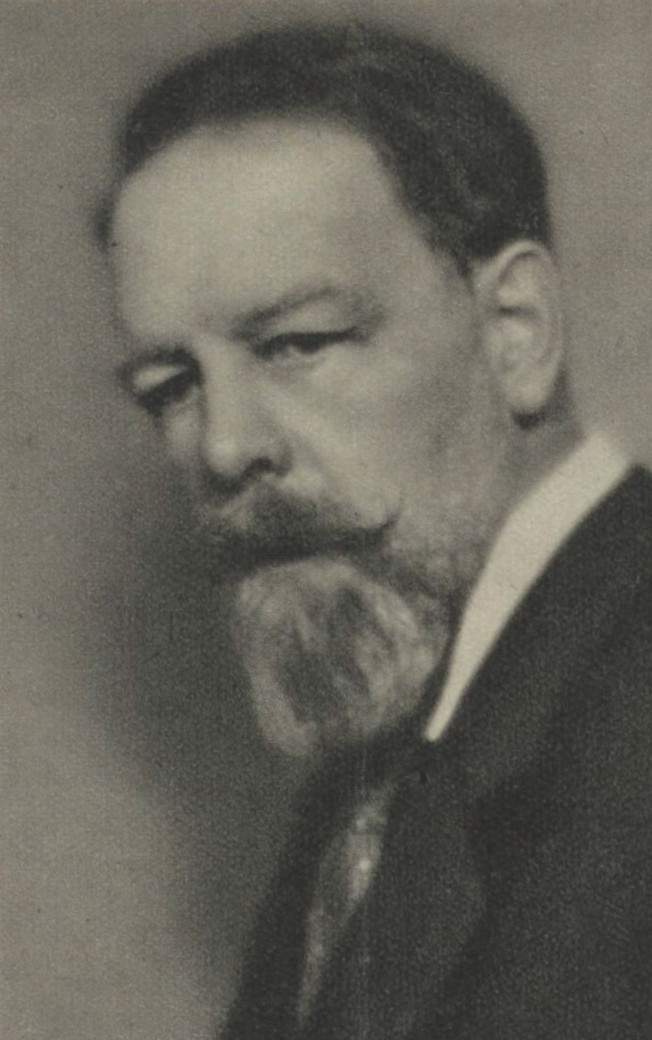
Fritz Hartmann, fotografiert von Richard Gerstenberger

Fritz (Friedrich) Hartmann (* 2. November 1871 in Graz; † 25. März 1937 ebenda)  war ein österreichischer Neurologe, Psychiater und Hochschullehrer.

## Leben
Hartmann studierte Psychologie an der Universität Graz und wurde 1896 promoviert. Anschließend arbeitete er an der Nervenklinik in Graz unter Gabriel Anton. 1902 wurde Hartmann Privat-Dozent für Neurologie an der Universität  Graz, nachdem er zuvor von Anton habilitiert wurde. Als Gabriel 1905 an die Universität Halle ging, übernahm Hartmann kommissarisch die Leitung der Universitätsklinik für Nervenkranke in Graz. 1906 erhielt er den Titel Professor, 1907 wurde er außerordentlicher Professor und Direktor der Universitätsklinik für Nervenkranke. 1911 wurde er ordentlicher Professor. 1912 bezog Hartmann mit seinen Mitarbeitern den Neubau der Psychiatrisch-Neurologischen Klinik in Graz.
Hartmann war seit 1932 Mitglied der Leopoldina.
Hartmann vertrat radikal nationalistische Positionen. Seine Klinik wurde nach 1918 ein Zentrum des österreichischen Heimatschutzes, er selbst war Obmann des „Bundes der Deutschen“ und repräsentierte damit den radikal deutschnationalen Flügel in der steirischen Heimwehr. Zwei von Hartmanns engsten Kollegen wurden später hochrangige NS-Mediziner: Sein enger Mitarbeiter Max de Crinis wurde ab 1940 einer der mächtigsten medizinischen Wissenschaftspolitiker der Nationalsozialisten. Otto Kauffmann, der Assistent an Hartmanns Klinik war, wurde 1942 Sonderbeauftragter des „Reichsgesundheitsführers“ Leonardo Conti.

## Schriften (Auswahl)
- Klinische und pathologisch-anatomische Untersuchungen über die unkomplizierten traumatischen Rückenmarkserkrankungen. Deuticke, Leipzig und Wien 1900.
- Die Orientierung. Die Physiologie, Psychologie und Pathologie derselben auf biologischen und anatomischen Grundlagen. Vogel, Leipzig 1902. (archive.org)
- Die Neurofibrillenlehre und ihre Bedeutung für die klinische Neuropathologie und Psychiatrie. Braumüller, Wien 1905
- Beiträge zur Apraxielehre. In: Monatsschrift Psychiatrie und Neurologie, Bd. 21 (1907), S. 97–118 (Digitalisat).
- Biologische Aufgaben des zentralen Nervensystems als eine Grundlage der Lehre von den Erkrankungen desselben. Braumüller, Wien, Leipzig 1910. (archive.org)
- Gedanken zum ersten Friedenssemester, Deutsche Vereins Druckerei- und Verlags Gesellschaft, Graz, Wien, Leipzig 1920.
- Über das Denken in der klinischen Medizin: Festschrift der Universität Graz 1930/1931, Bd. 1: Theoretisches zu den Voraussetzungen für das Denken in der klinischen Medizin: die psycho-physische Einheit von Person und Umwelt; Synthese, Diathese, Resynthese. Leuschner & Lubensky, Graz 1931.
- Carl Mayer. In: Wiener Zeitung, Jg. 229, Nr. 285, 11. Dezember 1932, S. 1f. (Digitalisat).